# Fritz Schachermeyr
Fritz Schachermeyr, né à Linz le 10 janvier 1895 et mort à Eisenstadt le 26 décembre 1987, est un historien classique de langue allemande. Il a développé dans ses recherches une vision de l'Histoire de l'Europe qui prend le thème de la lutte des races comme axe privilégié d'études. Ses théories ont trouvé un écho sous le Troisième Reich, qui oppose à la lutte des classes du marxisme la lutte des races du national-socialisme. Il a mis en avant le concept de « dénordification ».

## Biographie
Fritz Schachermeyr a étudié à partir de 1914 l'histoire de l'Antiquité à Graz, à Berlin et à Vienne. Ses études ont été interrompues fin 1915 par son service militaire en Transylvanie, en Asie Mineure et en Mésopotamie, où il développe un intérêt pour l'Orient ancien. Il passe son diplôme en 1920 à Innsbruck sous la direction de Carl Lehmann-Haupt avec une thèse de doctorat sur les relations entre l'Égypte et le Proche-Orient. Entre 1919 et 1929, il enseigne comme professeur dans un lycée de jeunes filles à Innsbruck. Il passe son habilitation de professeur d'université en 1928 à l'université d'Innsbruck avec pour spécialité l'histoire étrusque ancienne. En 1931, Schachermeyr est nommé professeur d'histoire ancienne à l'université d'Iéna, d'abord comme professeur associé, puis comme professeur ordinaire. En 1934, Josef Keil lui est préféré pour un poste vacant à l'université de Vienne   probablement en raison des activités nazies de Schachermeyr. Après 1945, il obtient finalement un poste à l'université de Vienne

## Un historien racial
Spécialiste de l'Antiquité gréco-romaine en poste à l'université d'Iéna, il enseigne à l'université d'Innsbruck, après avoir soutenu une habilitation dans le domaine de la proto-histoire, sur les Étrusques.
Dans un contexte marqué par le renouveau de l'intérêt de l'histoire politique, il analyse les guerres médiques et les guerres puniques comme un épisode de la lutte des races qui déchire l'humanité depuis ses origines.
Ainsi, à ses yeux, comme aux yeux de Fritz Taeger, les populations puniques peuplant l'Afrique du Nord avant la conquête romaine et les Romains sont avant tout des adversaires raciaux : il participe à la rédaction d'ouvrages universitaires qui accréditent cette idée et développe la thèse que les guerres puniques auraient avant tout une dimension raciale, assumant ainsi son soutien au régime mis en place en 1933.

### Théories historiques et raciales
Schachermeyr développe une conception de l'Histoire qui reprend à son compte la mythologie wagnérienne, intimement liée la Weltanschauung national-socialiste. Il développe ainsi le concept de dénordification pour expliquer la décadence des civilisations antiques.
Ainsi, il accorde au facteur individuel une place non négligeable dans l'évolution des situations historiques, mais insiste sur la prégnance du sentiment d'appartenance raciale dans la politique menée par le chef politique.
Pour l'auteur de l'article intitulé La Figure du chef nordique dans l'Antiquité, la dénordification constitue la fin tragique d'un monde, telle que, selon lui, Wagner a mise en scène dans le Crépuscule des Dieux. Pour lui, cette dénordification est entraînée par l'apparition, au sein des populations nordiques, de populations que Schachermeyr estime comme « non nordiques » : le sang nordique se dissoudrait dans un mélange racial, préjudiciable au maintien de la domination indo-germanique (ou indo-européenne) dans les grands empires antiques, alexandrin et romain. Ce concept de dénordification lui permet en outre de justifier le racisme biologique et l'exigence de pureté de la race allemande, comme une mesure de protection de la grandeur du Reich.
Ces recherches le poussent à repérer des traces du passage et de l'installation de populations aryennes dans des régions toujours plus étendues du continent européen.

### Une vision de l'Antiquité inspirée par le national-socialisme
Spécialiste de l'Histoire antique, Fritz Schachermeyr s'intéresse plus spécialement à l'Antiquité grecque et hellénistique, cherchant à mettre en lumière la « guerre des races » qui sévirait depuis les temps les plus reculés.
À ce titre, la personnalité d'Alexandre le Grand retient son attention. Il le transforme en héros ambigu de la germanité antique : héros blond aux yeux bleus, indogermanique, conquérant, il serait devenu inaccessible aux Macédoniens nordiques en souhaitant cependant mettre en place un empire mondial en fusionnant des races distinctes, ce qui aurait fait disparaître la race nordique. De plus, il se serait livré à des « purges » à l'encontre de ses subordonnés ayant désobéi à ses consignes. Selon Schachermeyr, les conquêtes d'Alexandre, et la pérennité des royaumes hellénistiques ont certes permis de donner un vernis de culture nordique aux populations sémitiques dominées dans les royaumes hellénistiques, mais a surtout accéléré le processus de dénordification des populations grecques, même si ce processus doit être nuancé, selon Schachermeyr.
Par contraste, selon Schachermeyr, son père, Philippe de Macédoine, comme Auguste après lui, demeurent des héros germaniques, l'un par son caractère de roi soldat proche de ses troupes et de son royaume, l'autre par sa politique de maintien d'une population nordique à Rome.
De même, en 1929, dans son travail d'habilitation, il défend la thèse que les Étrusques seraient en réalité des colons originaires de la ville de Tyrsa, en Lydie, venus s'installer dans la région baptisée de leur nom, l'Étrurie, en deux vagues de peuplement, la première vers l'An 1000 av. J.-C., la seconde durant le IXe siècle av. J.-C..
Ce processus de dénordification aurait également touché l'Empire romain à partir de la dynastie des Antonins et se serait accentué à partir de la chute de la dynastie. Ainsi, pour Schachermeyr, les empereurs sévériens auraient remis en cause, notamment par le culte de Baal, le caractère nordique de l'empire. Il axe son argument sur l'édit de Caracalla, « bête de proie du désert africain », responsable de l'accélération de la dénordification de Rome et de son empire.

### Ouvrages de Fritz Schachermeyr
- Etruskische Frühgeschichte [Histoire ancienne étrusque], Berlin, Leipzig 1929.
- La Figure du chef nordique dans l'Antiquité, 1933 (article).
- Die Aufgaben der alten Geschichte im Rahmen der nordi-schen Weltgeschichte, 1933.
- Zur Rasse und Kultur im minoischen Kreta [À propos de la race et de la culture dans la Crète minoenne ], Carl Winter, Heidelberg 1939.
- Lebensgesetzlichkeit in der Geschichte. Versuch einer Einführung in das geschichtsbiologische Denken [La Loi vitale en histoire. Tentative d'introduction de la pensée de l'histoire d'un point de vue biologique], Klostermann, Frankfurt/M. 1940.
- Indogermanen und Orient. Ihre kulturelle und machpolitische Auseinandersetzung im Altertum [Les Indogermains et l'Orient. Leur affrontement culturel et politique dans l'Antiquité], Stuttgart, 1944.
- Alexander, der Grosse. Ingenium und Macht [Alexandre le Grand. Génie et puissance], Pustet, Graz-Salzburg-Wien 1949.
- Der Werdegang der griechischen Polis. Dans: Diogenes. Internationale Zeitschrift für Philosophie und die Wissenschaften vom Menschen 1 (1954), 435-450, traduit comme La formation de la cité Grecque. Dans: Diogène 1, n. 4, 22-39.
- Griechische Geschichte. Mit besonderer Berücksichtigung der geistesgeschichtlichen und kulturmorphologischen Zusammenhänge [Histoire grecque. Avec une référence particulière au contexte des idées et de la culture de la forme], Kohlhammer, Stuttgart 1960.
- Perikles [Périclès], Kohlhammer, Stuttgart-Berlin-Köln-Mainz 1969.
- Geistesgeschichte der Perikleischen Zeit [Histoire spirituelle et intellectuelle de l'époque de Périclès] ], Stuttgart-Berlin-Köln-Mainz 1971
- Alexander der Grosse. Das Problem seiner Persönlichkeit und seines Wirkens [Alexandre le Grand. La question problématique de sa personnalité et de ses réalisations], Wien 1973.
- Die Tragik der Voll-Endung. Stirb und Werde in der Vergangenheit. Europa im Würgegriff der Gegenwart [Le Tragique de la perfection[N 3]. La question de la mort et du devenir dans le passé. L'Europe en proie au temps présent], Koska, Wien-Berlin 1981.
- Ein Leben zwischen Wissenschaft und Kunst [Une vie entre science et art], hrsg. von Gerhard Dobesch und Hilde Schachermeyr, Wien, Köln, Graz 1984.

### Ouvrages consacrés à Fritz Schachermeyr
- Pierre Briant, Alexandre le Grand, Paris, Presses universitaires de France, coll. « Que Sais-je? », 2011, 128 p. (ISBN 978-2-13-059148-1, lire en ligne)
- Johann Chapoutot, Le Nazisme et l'Antiquité, Paris, Presses universitaires de France, 2008, 643 p. (ISBN 978-2-13-060899-8)
- Édouard Conte et Cornelia Essner, La Quête de la race : Une anthropologie du nazisme, Paris, Hachette, coll. « Histoire des gens », 1995, 451 p. (ISBN 978-2-01-017992-1)
- Jean-Paul Demoule, Mais où sont passés les Indo-Européens ? : Le mythe d'origine de l'Occident, Paris, Seuil, coll. « La librairie du XXIe siècle », 2015, 742 p. (ISBN 978-2-02-029691-5)
- Antonio Gonzales, « Actualités », Dialogues d'histoire ancienne, vol. 1, no 34,‎ 2008, p. 175-205 (DOI 10.3917/rhis.151.0149, lire en ligne)
- Marie-Laurence Haack, « Les Étrusques dans l’idéologie national-socialiste. À propos du Mythe du xxe siècle d’Alfred Rosenberg. », Revue Historique, no 673,‎ 2015, p. 149-170 (DOI 10.3917/rhis.151.0149)

en langue allemande
- Karl Christ, Klios Wandlungen. Die deutsche Althistorie vom Neuhumanismus bis zur Gegenwart. Beck, München 2006,  (ISBN 978-3-406-54181-0), S. 65–68.
- Sigrid Jalkotzy-Deger (de), Fritz Schachermeyr (1895–1987). In: Anzeiger für die Altertumswissenschaft. 41, 1988,  (ISSN 0003-6293), S. 125–128.
- Sigrid Deger-Jalkotzy (Hrsg.): Sammlung Fritz Schachermeyr. 2 Bände. Österreichische Akademie der Wissenschaften, Wien 1991–2001,  (ISBN 978-3-7001-1881-7) Bd. 1,  (ISBN 978-3-7001-2983-7) Bd. 2 (Denkschriften der Österreichischen Akademie der Wissenschaften 220 und 292,  (ISSN 0379-0207). Veröffentlichungen der Mykenischen Kommission 13 und 19).
- Volker Losemann (de), Nationalsozialismus und Antike. Studien zur Entwicklung des Faches Alte Geschichte 1933–1945. Hoffmann und Campe, Hamburg 1977,  (ISBN 3-455-09219-5), (Historische Perspektiven 7,  (ISSN 0173-217X). Gekürzte Fassung von: ders.: Antike und Nationalsozialismus. Marburg, Univ., Diss., 1975).
- Beat Näf (de), Der Althistoriker Fritz Schachermeyr und seine Geschichtsauffassung im wissenschaftsgeschichtlichen Rückblick. In: Storia della Storiografia 26, 1994,  (ISSN 0392-8926), S. 83-100.
- Martina Pesditschek: Die Karriere des Althistorikers Fritz Schachermeyr im Dritten Reich und in der Zweiten Republik. In: Mensch – Wissenschaft – Magie. Mitteilungen der Österreichischen Gesellschaft für Wissenschaftsgeschichte 25, 2007,  (ISSN 1609-5804), S. 41–71.
- Martina Pesditschek: Barbar, Kreter, Arier. Leben und Werk des Althistorikers Fritz Schachermeyr. 2 Bände. Südwestdeutscher Verlag für Hochschulschriften, Saarbrücken 2009,  (ISBN 978-3-8381-0641-0).
- Martina Pesditschek: Schachermeyr, Fritz. Dans : Peter Kuhlmann, Helmuth Schneider (dir.) : Geschichte der Altertumswissenschaften. Biographisches Lexikon (= Der Neue Pauly (de). Supplemente. Volume 6). Metzler, Stuttgart/Weimar 2012,  (ISBN 978-3-476-02033-8), Sp. 1120–1121.
- (de) Wolfgang Schuller (de), « Schachermeyr, Fritz », dans Neue Deutsche Biographie (NDB), vol. 22, Berlin, Duncker & Humblot, 2005, p. 488 (original numérisé).